# گئورگی دنف
گئورگی دنف (بلغاری: Георги Никoлoв Денев؛ زادهٔ ۱۸ آوریل ۱۹۵۰) بازیکن و مربی فوتبال اهل بلغارستان بود.
از باشگاه‌هایی که در آن بازی کرده‌است می‌توان به باشگاه فوتبال آریس لیماسول، باشگاه فوتبال لیتکس لووچ، و باشگاه فوتبال زسکا صوفیه اشاره کرد.
وی همچنین در تیم ملی فوتبال بلغارستان بازی کرده‌است.